# Tell Halaf

et autres principautés araméennes vers 1000 avant notre ère

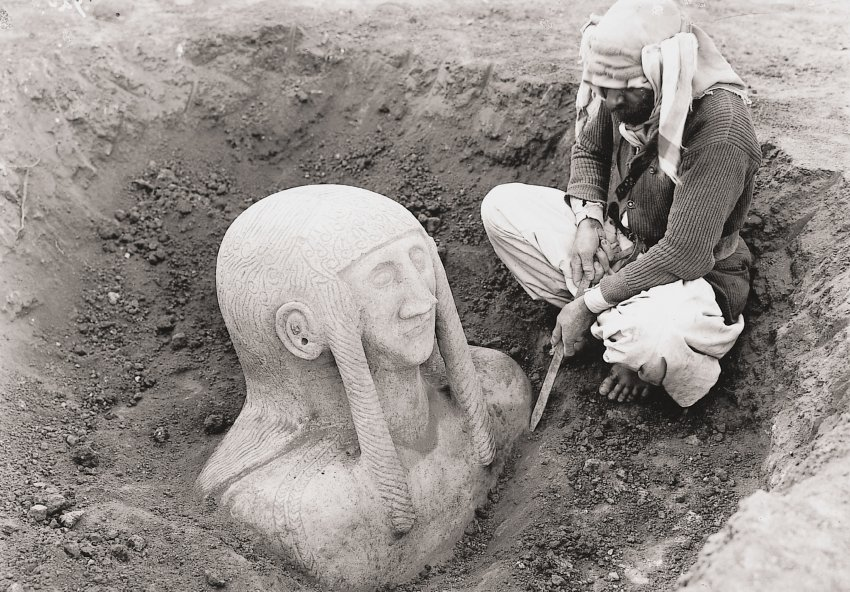
Tell Halaf 1912

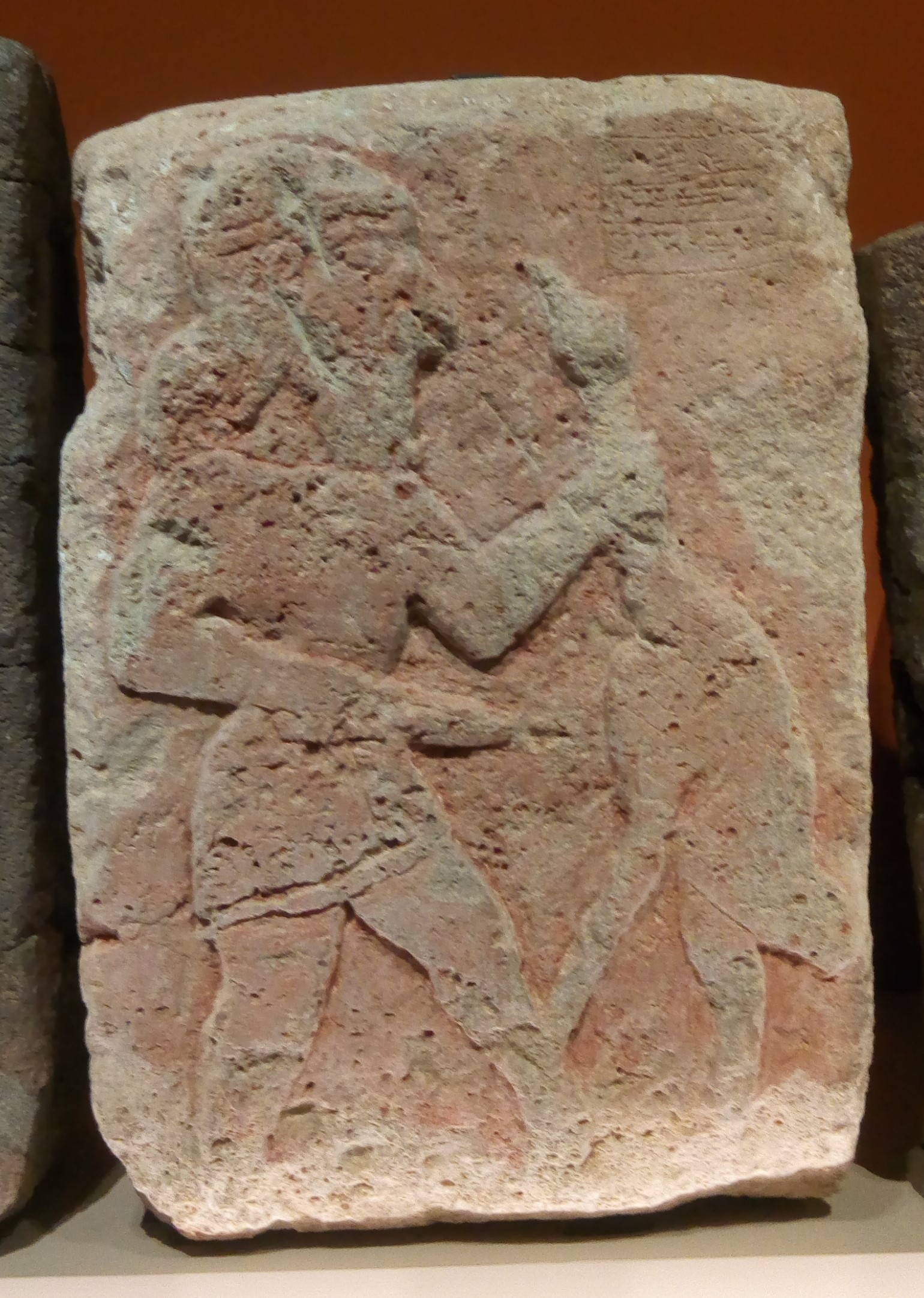
Bas-relief de l'oie

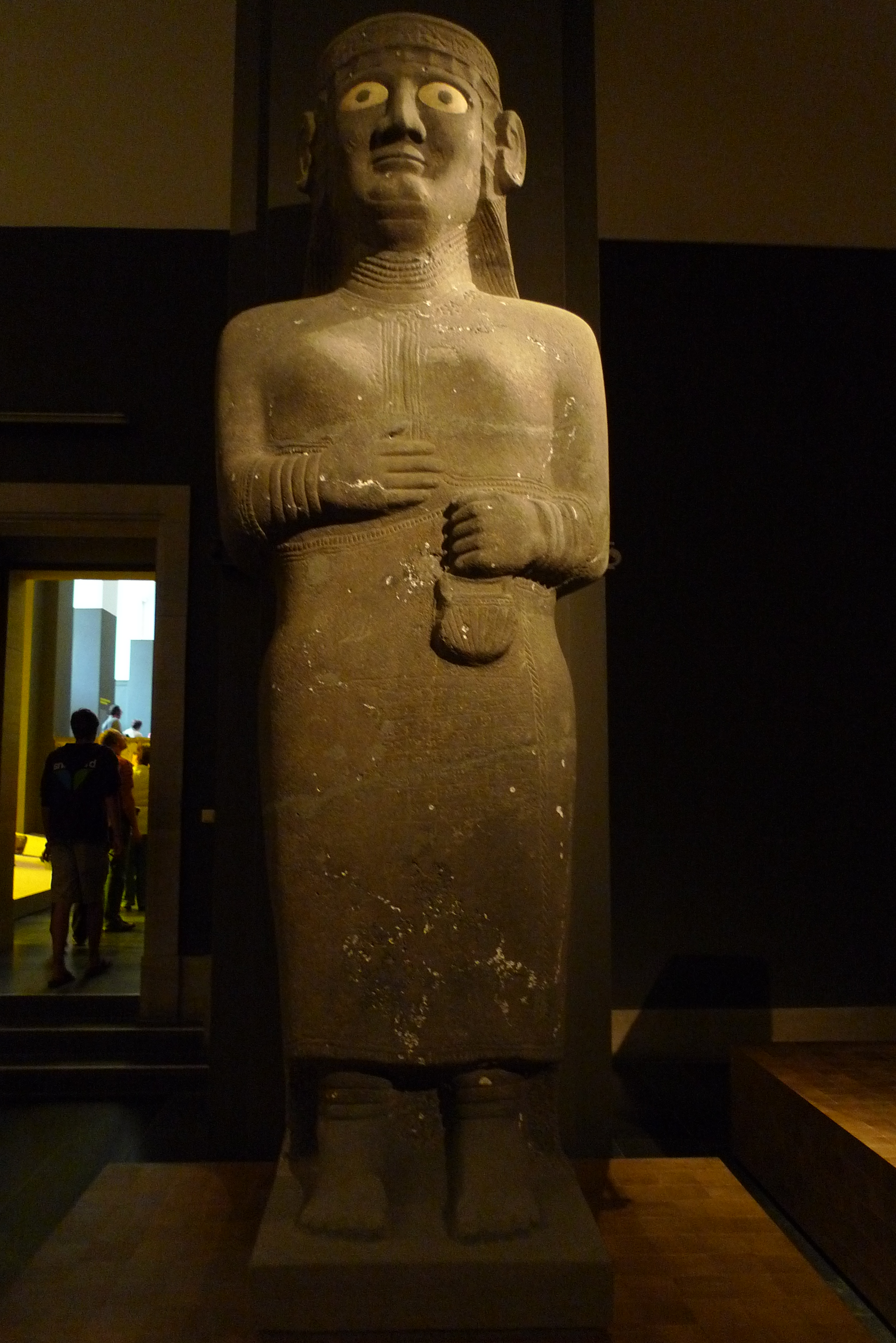
Statue (Musée de Pergame)

Tell Halaf (en arabe : تل حلف, tall ḥalaf), ou simplement Halaf, est un site archéologique du Néolithique et de l'Âge du fer qui se trouve en Syrie du Nord, dans le gouvernorat de Hassaké. Actif entre le VIe et le IVe millénaire av. J.-C. (périodes 5 à 8), il a donné son nom à la culture de Halaf. Il connait ensuite une autre importante phase d'occupation à compter du Xe siècle av. J.-C., période durant laquelle la ville, appelée Guzana, est la capitale d'un royaume araméen, Bit-Bahiani, puis, après sa conquête, d'une province assyrienne.

## Historique
En 1911 et 1912, l'archéologue allemand Max von Oppenheim met au jour à Tell Halaf les principales structures d'une cité araméenne du Xe siècle av. J.-C., comprenant deux palais, dont l'un est orné de statues et de reliefs en basalte, ainsi que des fortifications et des chambres funéraires contenant des sculptures et des offrandes.

## Culture de Halaf
Il s'est développé à Tell Halaf et dans le Nord de la Syrie une société paysanne maitrisant la poterie à partir de 6900 av. J.-C., s’étendant d’Alep à la future Assyrie. Cette culture n’est apparemment pas originaire de Mésopotamie, mais plus probablement d’Anatolie.
La culture de Halaf progresse rapidement : elle succède à la culture de Hassuna en Assyrie, se répand en Anatolie méridionale, atteint les monts Zagros, la Mésopotamie méridionale (céramique dite d’Hajji Mohammed), la vallée de l’Euphrate à Baghouz, la Syrie du Nord-Ouest où elle atteint la Méditerranée. Cette expansion pourrait être liée au commerce de l’obsidienne. Une mobilité plus grande semble néanmoins caractériser les populations du Proche-Orient au VIIe millénaire av. J.-C., peut-être en rapport avec un nomadisme lié à l’essor d’un élevage transhumant. Il est aussi envisageable que des centres de production de céramique aient cherché à la diffuser en utilisant ces nomades.
Le site d’Arpachiyah, dans le Sinjar, en Irak (périodes 6, 7 et 9), fournit plus de renseignements sur les aspects matériels et l’évolution de cette culture, en particulier l’emploi fréquent, mais non systématique, d’un édifice circulaire vouté déjà observé dans la culture de Hassuna.

## Céramique
La culture de Halaf se distingue par la qualité de sa céramique : des vases de forme carénée et à large col sont recouverts de motifs figuratifs (êtres humains ou animaux, bucranes, reptiles, scorpions, panthères, oiseaux) ou géométriques, peints en noir ou rouge, une organisation en métope étant fréquente. Aux phases moyennes et récentes de Halaf, l’évolution se fera dans le sens d’une polychromie poussée (rouge, brun et blanc sur fond clair) et d’un gout plus prononcé pour les motifs floraux et géométriques.